# Buddhové z Bámjánu
Buddhové z Bámjánu (persky: تندیس‌های بودا در باميان) byly dvě obří sochy stojících Buddhů vytesané do skalního masivu v bámjánském údolí v Afghánistánu. Sochy se nacházely přibližně 230 kilometrů severozápadně od afghánského hlavního města Kábulu v nadmořské výšce okolo 2 500 metrů. Byly vytvořeny v 6. století a stály až do roku 2001, kdy byly zničeny radikální islámsko-politickou skupinou Tálibán, ačkoliv se proti tomu postavilo i množství muslimských států.
Sochy, reprezentující Buddhu Vairóčanu a Buddhu Šákjamuniho, byly typickým příkladem prolínání vlivů indického a řeckého sochařství. Hlavní části byly vytesány přímo do pískovce, avšak detaily byly vymodelovány z hmoty sestávající z bláta a slámy pokryté štukem. Zatímco větší z Buddhů měl být jednolitě obarven karmínově červenou barvou, menší byl původně různobarevný. Celá vnější vrstva i s barvami však podlehla povětrnostním vlivům. Větší socha Buddhy měřila přes 50 metrů a menší přes 30 metrů. Sochy dělila vzdálenost 850 metrů. Ve skalách bývalo možné spatřit také tři menší sochy sedících Buddhů, které však podlehly času již mnohem dříve. Ve skalním masivu se zachovaly celé jeskynní systémy, často umístěné v několika patrech nad sebou, které byly, podobně jako výklenky soch, vyzdobeny nástěnnými malbami.
V roce 2003 byli bámjánští Buddhové spolu s dalšími archeologickými památkami bámjánského údolí přijati na Seznam světového dědictví UNESCO. I po zničení soch mnozí badatelé dále prozkoumávají oblast. Na základě popisu čínského poutníka Süan-canga někteří z nich věří, že se zde nachází další, až několikasetmetrová socha ležícího Buddhy, a věnují se jeho hledání. Uvažovalo se též o rekonstrukci soch, ale tento záměr nebyl uskutečněn.

## Oblast Bámjánu

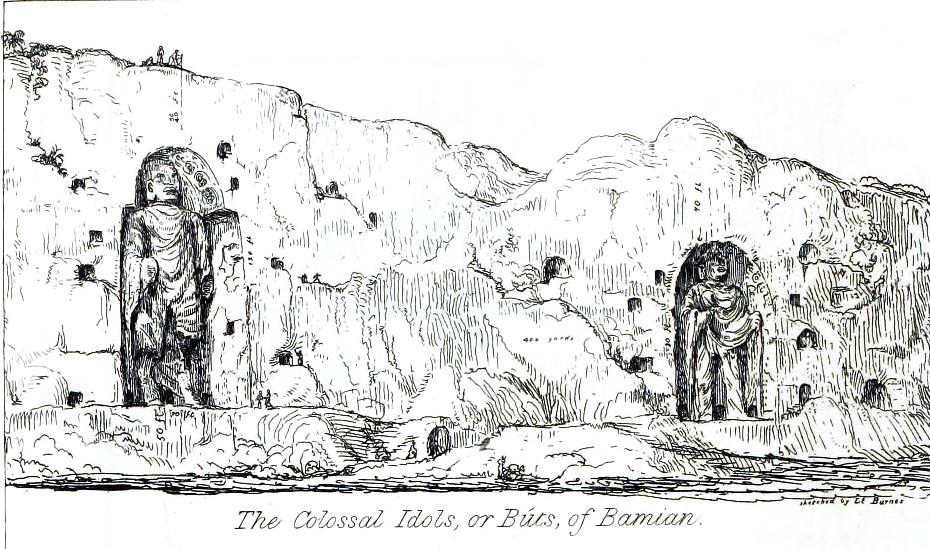
Ilustrace od Alexandra Burnese (1833)

Bámján v minulosti ležel na křižovatce tras hedvábné stezky, která zajišťovala obchodní spojení mezi Čínou a Indií na jedné straně a Centrální Asií, Středním východem a Evropou na straně druhé. Již od prvních století našeho letopočtu se zde usídlovali poutníci, kteří si ve skalách hloubili jeskynní příbytky. Ty sloužily jako stálé obydlí až několika tisícům mnichů i jako dočasné příbytky poutníků a nejrůznějších pocestných. V bámjánském údolí je kolem 1000 těchto jeskyní, od malých cel až po rozsáhlé svatyně vyzdobené freskami, reliéfy a sochami.
První buddhističtí mniši, kteří v oblasti Bámjánu šířili svou víru, byli podle tradice vysláni již králem Ašókou. Rozkvět buddhismu však v Bámjánu nastal až v průběhu 2. století za dob krále Kanišky, asi nejznámějšího vládce z Kušánské dynastie králů Baktrie, tj. územněsprávního celku, který se zde rozkládal od 6. století př. n. l. do 7. st. n. l. Na následujících několik století se pak Bámján stal významným centrem náboženské, převážně buddhistické vzdělanosti. Jak dokazují četné pozůstatky měst a opevnění v údolí, oblast byla také významným centrem obchodu. V následujících staletích byl buddhismus z oblasti postupně vytlačován islámem, až byl vypuzen úplně. Mniši byli nuceni z oblasti Bámjánu odejít a údolí bylo z převážné části opuštěno. Město Bámján, které se nachází nedaleko bámjánského údolí, se dochovalo až do současnosti a je hlavním městem stejnojmenné provincie.

## Popis

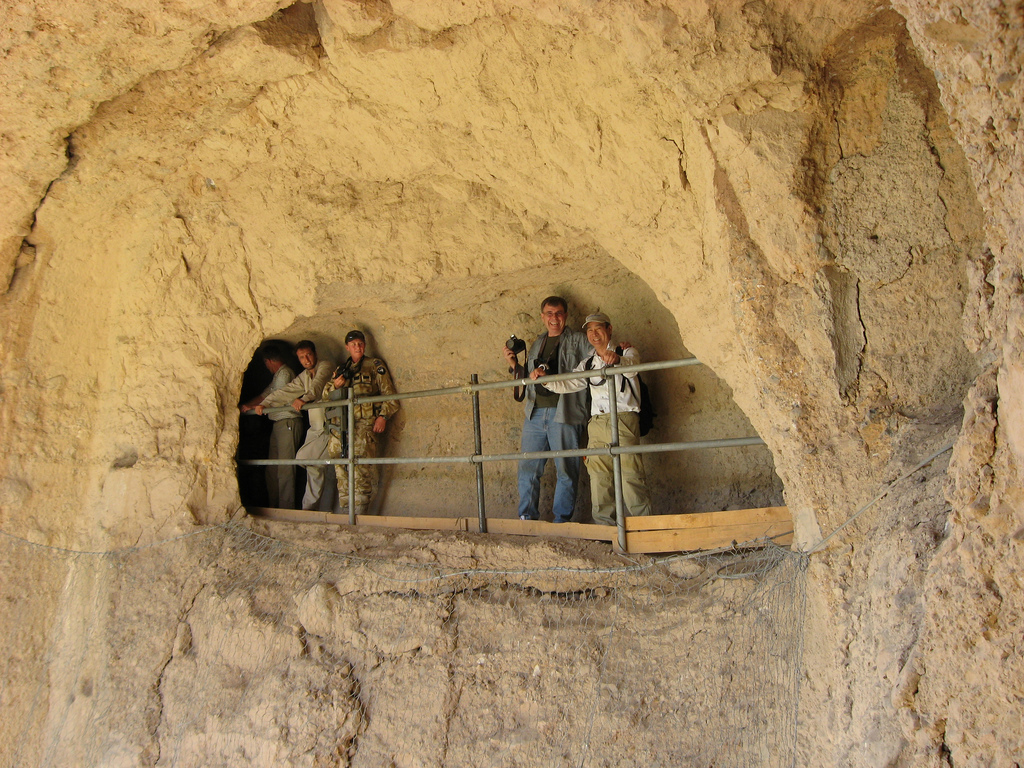
Horní ochoz ve výklenku větší sochy je i po jejím zničení přístupný turistům

Obě sochy nesly známky tzv. gandhárského umění, které se v této oblasti rozvíjelo přibližně od 1. století př. n. l. Pramenilo ze vzájemného vlivu řeckého a buddhistického umění. V gandhárském sochařství jsou typické buddhistické náměty v řeckém pojetí zobrazované v antickém rouchu. Oba Buddhové pak byli typickým příkladem tohoto stylu, přičemž na dalších vyobrazeních této oblasti lze rozpoznat i další, např. čínské vlivy. Ve skále bývaly umístěné také sochy sedících Buddhů a v přilehlých jeskyních se dodnes nachází vzácné malby.

### Stojící sochy Buddhů a nejbližší jeskyně
Sochy, z nichž větší reprezentovala Buddhu Vairóčanu a menší Buddhu Šákjamuniho, stávaly ve výklencích v jižní stěně pískovcového masivu. Navzájem byly od sebe vzdáleny 850 metrů a dívaly se směrem k místům, kde stávalo město a procházeli poutníci a karavany. Hrubé obrysy soch byly vytesány přímo do skály, přičemž detaily jako obličejové části či roucho byly doplněny směsí z bláta a slámy. Sukno bylo vytvářeno nezvyklou a unikátní technikou. Na jeho obrys byla dřevěnými kolíky přichycena lana, která byla následně pokryta štukem, čímž se vytvořilo zvrásnění celého roucha. Další části, jako spodní díl pravé nohy, byly vytvářeny podobnou technikou. Nejprve byly do skály vyhloubeny díry, do kterých byly vsunuty dřevěné kůly. Ty sloužily jako konstrukce pro přichycení hliněné hmoty vytvarované do podoby chybějící části nohy. Následně byla celá noha překryta vrstvou štuku představující sukno. Hluboký výklenek většího Buddhy měl představovat tělesné halo (mandorlu). Předpokládá se také, že horní části obličejů tvořily dřevěné masky. Podle německého badatele Edmunda Melzla byl větší z Buddhů původně obarven karmínově červenou barvou, zatímco menší byl různobarevný, jiní autoři udávají, že části soch byly pozlacené. Údaje o výšce soch se liší, některé zdroje například uvádí, že větší socha Buddhy měřila okolo 55 metrů a menší kolem 38 metrů, zatímco další hovoří o výškách 53 a 35 metrů. S touto výškou tak byl větší Buddha až do svého zničení v březnu 2001 jedním z největších stojících zpodobnění Buddhy na světě. Největší stojící sochou Buddhy byla v té době japonská socha Ušiku Daibucu, která však představuje Buddhu Amitábhu.
Zachovaný výklenek většího Buddhy je 58 m vysoký, 24 m široký a 16 m hluboký. Obsahuje dva do skály vytesané ochozy, které byly původně zdobeny nástěnnými malbami Buddhů a bódhisattvů. Dolní ochoz se spolu s přilehlými jeskynními chrámy nachází v přízemí a horní ochoz, který je prosvětlován otvory do výklenku, je vyhlouben v oblasti hlavy. V červenci 2002, kdy sochy již byly zničeny, byla nedestruktivními geofyzikálními metodami zkoumána oblast o rozloze 1 hektaru před výklenkem většího Buddhy. Průzkum, na němž se podílely organizace UNESCO, ICOMOS a afghánský Národní archeologický institut, zjistil, že tudy vedla cesta a stávaly zde různé stavby, vstupní brána a podél skály ochranná zeď. Někteří archeologové věří, že někde mezi oběma výklenky jsou pod zemí ukryty i pozůstatky buddhistického chrámu.
Výklenek menšího Buddhy je 38 m vysoký a 16 m široký. Ještě před zničením sochy v roce 2001 byl vyzdoben poměrně zachovalými freskami a osm ve skále vytesaných jeskyní ze 3. až 6. století bylo přístupných vchodem při úpatí sochy. Většina z těchto jeskyní měla tvar osmiúhelníku a byla rovněž vyzdobena freskami, které však již byly do značné míry zvětrané. V březnu 2003 tálibánské jednotky zničily i tyto zbytky maleb. Výklenek je obklopen sedmi patry galerií, z nichž každá je tvořena několika jeskyněmi, které původně sloužily jako svatyně, schůzovní místnosti či cely mnichů. Některými z těchto jeskyní prochází schodiště, které vedlo na vrchol sochy. Jeskyně jsou ve špatném stavu a některé z nich se zřítily.

### Sedící sochy Buddhů a další vytesané jeskyně

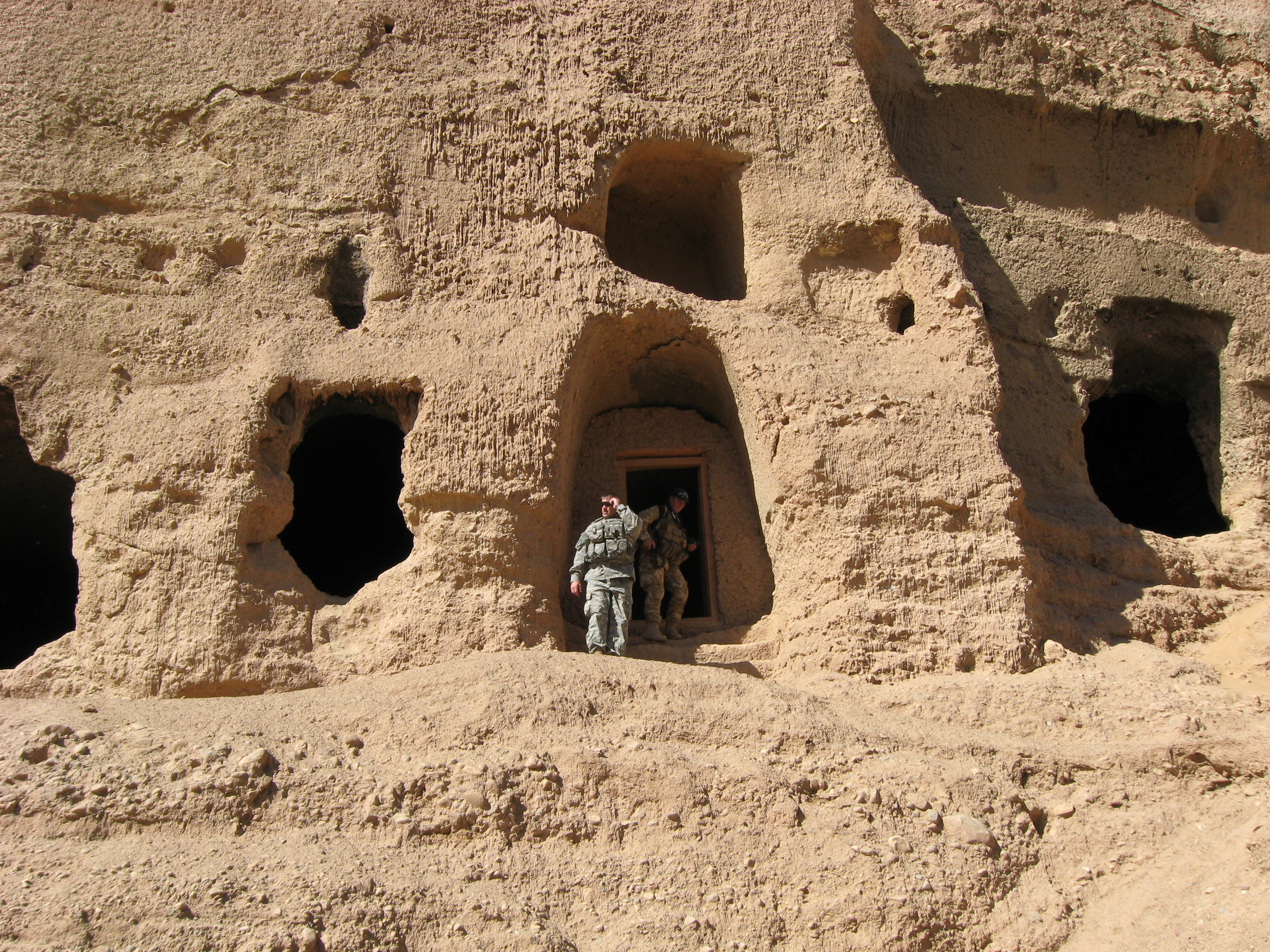
Jedny z jeskyní v Bámjánském údolí

Ve skále bývaly také sochy sedících Buddhů. Jedna byla vytesána asi 50 metrů západně od menšího stojícího Buddhy, ovšem v průběhu věků byla zničena, takže do dnešních dnů po ní zůstal jen 6,2 m široký, 7,6 m vysoký a 3 m hluboký výklenek se zbytky maleb, umístěný ve výšce 30 metrů nad úpatím skály. Výklenek je obklopen 15 jeskyněmi a propojenými ochozy v několika patrech. Další velká socha sedícího Buddhy bývala v 10,8 m vysoké, 14 m široké a 3 m hluboké jeskyni patřící ke skupině jeskyní mezi oběma stojícími Buddhy. Socha byla zničena vlivem prosakující vody a činností vandalů, ovšem její zbytky bylo možné spatřit ještě v 70. letech 20. století.
V prostorné jeskyni, která byla součástí velkého jeskynního komplexu 140 metrů západně od tohoto místa, bývala ještě jedna malá socha sedícího Buddhy. Freskami bohatě zdobený výklenek je 5,6 m široký, 6,5 m vysoký a 4,5 m hluboký a je vytesaný ve výšce 30 m. Ze sochy, která byla pravděpodobně dřevěná a pocházela z 5. až 6. století, se zachoval pouze kamenný podstavec a malby již také podléhají povětrnostním vlivům. Skála obsahuje ještě další jeskynní systémy, z nichž některé jsou obydlené. V jedné z jeskyní lze spatřit ceněnou nástěnnou malbu bódhisattvy obklopeného šesti Buddhy s korunou.

### Olejomalby
Vědci z European Synchrotron Radiation Facility v Grenoblu analyzovali některé jeskynní malby pocházející ze 7. století a v dubnu 2008 oznámili, že několik z nich bylo malováno barvami na bázi oleje. Jeho zdrojem zřejmě byly vlašské ořechy a máky, které v oblasti rostly. Vynález olejových barev se dosud připisoval evropským malířům, ovšem bámjánské kresby je předešly o šest století, a staly se tedy nejstaršími známými olejomalbami.

## Buddhové vproměnách staletí
Sochy Buddhů v Bámjánském údolí vznikaly postupně v rozmezí 3. a 6. století, v období rozkvětu buddhismu v oblasti. Postupem doby však v souvislosti s šířením islámu jejich význam začal upadat, staly se ohroženými, až byly v roce 2001 zcela zničeny.

### Vytvoření soch a jejich osudy ve středověku
Počátky obou velkých soch Buddhů sahají do 3. století, kdy si jejich vytesání objednali stoupenci lókóttaravádové školy, jedné z mnoha tehdejších škol théravádového buddhismu. Dokončení se sochy dočkaly až o několik století později; menší ze soch okolo roku 507 a větší kolem roku 551.
První písemnou zmínku o sochách zanechal okolo roku 400 čínský cestovatel Fa-sien. Okolo roku 630 oblast navštívil další čínský poutník Süan-cang, který oblast Bámjánu popsal jako kvetoucí buddhistické centrum s deseti kláštery a několika tisíci mnichy. Dále mimo jiné napsal, že obě sochy Buddhů byly zdobeny zlatými šperky, jejichž „záře oslňuje zrak“. Süan-cang dokonce popsal další – třetí – sochu Buddhy, tentokrát však ležícího, o délce několikanásobně větší než sochy stojící, která však zřejmě byla již dávno zcela zničena. V současné době oblast zkoumají archeologické týmy ve snaze nalézt její základy.
Od doby, kdy byly sochy vystavěny, se o ně starali především buddhističtí mniši obývající tamní jeskynní obydlí. Se stále častějšími nájezdy muslimů v následujících stoletích však mniši začali bámjánskou oblast pomalu opouštět, a když se v 7. a 8. století chopila vlády arabská umajjovská dynastie, byl buddhismus z oblasti takřka úplně vytlačen. Až do 14. století přežívali buddhističtí mniši jen v malých komunitách, které muslimští vládci do jisté míry tolerovali. Dokud tato malá společenství existovala, mohla se o sochy starat. Když však roku 1321 jedna z chánovských dynastií zakázala buddhismus úplně, byli i poslední mniši nuceni opustit zemi a bámjánští Buddhové začínali ztrácet svou původní podobu. Jeskyně místo mnichů obydleli pastevci se svými stády.

### Novověké objevování soch

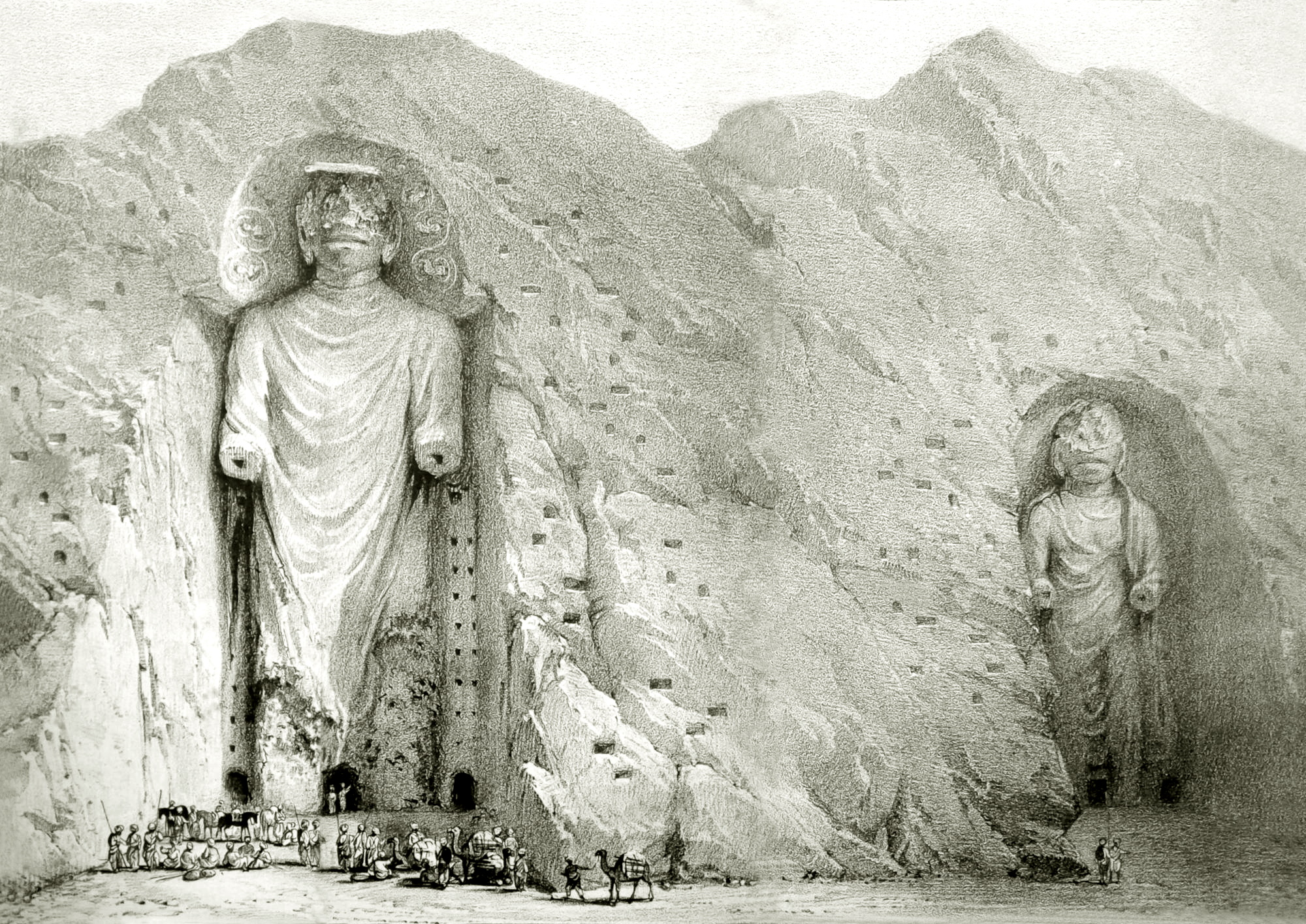
Náčrt soch od Alexandra Burnese, jak je viděl během své návštěvy Bámjánu roku 1832

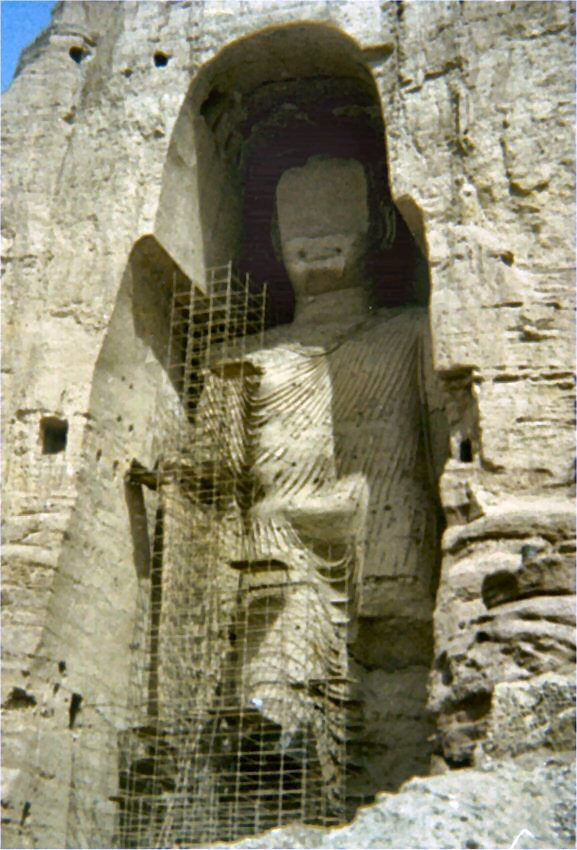
Záchranné práce roku 1976

V 19. století se sochy staly předmětem zájmu evropských amatérských archeologů. Britský cestovatel Alexander Burnes, který navštívil Bámján roku 1832, je považován za jejich novodobého objevitele. Burnes zde pořídil cenné náčrty na nichž lze vidět, v jakém stavu se sochy nacházely v té době. Ke konci 19. století byly sochy poničeny v důsledku nepokojů spojených se sporem mezi novým emírem Abdurrahmánem Chánem a Hazáry. V roce 1919 se moci v Afghánistánu chopil Amanulláh, který si dokázal uvědomit výjimečnost obou soch a jejich nevídanou historickou hodnotu, a začal podnikat rázná opatření na jejich ochranu. Avšak vládci po něm následující již takové pochopení neměli a sochy nadále ponechali jejich vlastnímu osudu.
23. května 1920 dorazil k sochám Čech Josef Aul, propuštěný zajatec z první světové války, který se rozhodl prchnout z Ruska před blížící se občanskou válkou a vydal se z Turkmenistánu přes Afghánistán do Indie. Roku 1924 své zážitky popsal ve dvoudílné publikaci V zemi Tamerlanově a Zarathuštrově a roku 1947 publikoval upravenou verzi pod názvem Karavanou do Indie.
Podle jeho líčení místní muslimské obyvatelstvo sochy nazývalo výrazem dev, který označoval zlé duchy a nečisté síly. V té době již sochy měly zničené obličeje až po ústa, okolo uší však byly zachované vlnící se vlasy, a na jejich tělech byly četné hluboké jamky. Větší socha měla roztříštěné nohy pod koleny, menší měla nohy zachované, zato však byla bez rukou. Aul vystoupal třemi poschodími jeskyní vytesaných ve skále až na vrchol hlavy menšího z Buddhů. Výklenek byl podle jeho popisu vyzdoben barevnými kresbami poprsí mužů a žen, mužských postav a obrazy Buddhy, jejichž náčrtky zveřejnil v první ze zmíněných knih. Řada postav byla ozdobena svastikou. Jeskyně v blízkosti většího Buddhy Aul nenavštívil, protože schody v nich již byly zřícené.

### Pokusy o záchranu
Roku 1969 se s pomocí indických archeologů rozběhly práce na opravách soch. Protože počasí nedovolovalo pracovat déle než čtyři měsíce v roce, byla do roku 1973 opravena pouze menší socha. Práce pokračovaly nadále velmi pomalu, až roku 1979 musely být kvůli sovětské invazi do země a následné válce zastaveny.
Přesto v prosinci roku 1981 afghánský ministr informatiky a kultury podepsal nominaci bámjánského údolí na Seznam světového dědictví, která byla o čtyři měsíce později doručena organizaci UNESCO. V letech 1982 až 1983 nominaci hodnotila asociace ICOMOS a zapsání památek na seznam doporučila s podmínkou, že bude zajištěna jejich ochrana. Podobně se v červnu 1983 vyjádřil i Úřad Výboru pro světové dědictví. V prosinci téhož roku pak Výbor pro světové dědictví konstatoval, že podmínka nebyla splněna a zapsání oblasti na seznam odložil.

### Pod nadvládou Tálibánu
Sochy Buddhů byly již od středověku vystaveny nebezpečí zničení. To však přišlo až s islámským radikalismem na počátku 21. století.
V roce 1996 získala moc v Afghánistánu radikální nábožensko-politická skupina Tálibán. Když v roce 1997 dobyla jedna z tálibánských skupin i bámjánské údolí, začal jeden z jejích velitelů vyhrožovat, že obě sochy Buddhů vyhodí do vzduchu, v čemž mu zabránili jeho nadřízení. Avšak již následujícího roku tálibánští vojáci odpálili hlavu menšího z Buddhů a do větší ze soch navrtali množství děr, které měly sloužit pro uložení dynamitu.

### Zničení soch
V červenci 1999 vůdce Tálibánu Muhammad Umar prohlásil, že souhlasí se zachováním kulturního dědictví země, do něhož patřily i sochy Buddhů. S množstvím návštěvníků, kteří přijížděli z celého světa, představovali totiž Buddhové velký zdroj příjmů. 

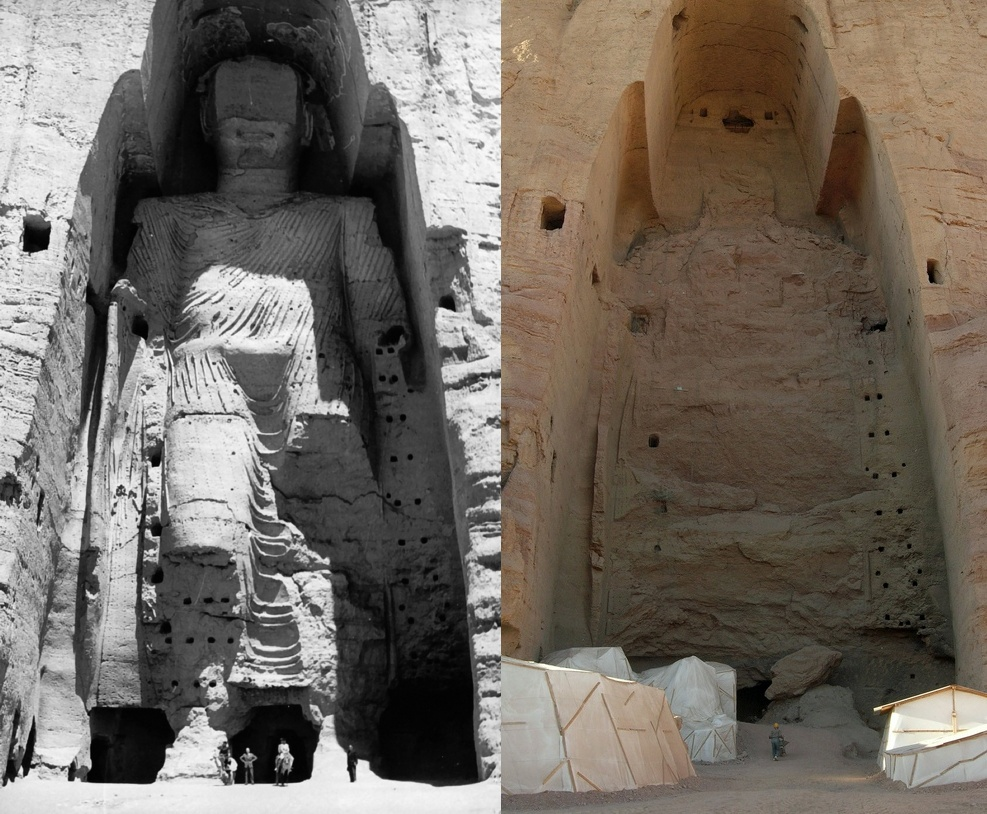
Srovnání obřího výklenku se sochou (vlevo, foto z roku 1963) a bez ní (2009)

 Brzy na to však začali afghánští radikální duchovní prosazovat rázná opatření, jejichž cílem bylo odstranit z afghánské společnosti vše „neislámské“. V reakci na to Tálibán vydal striktní nařízení, které zakazovalo veškeré formy vyobrazování lidských postav včetně televize, což bylo v souladu s přísnou interpretací islámského náboženského práva. Poté události nabraly rychlý spád. Tálibán, který tehdy ovládal téměř celý Afghánistán, se rozhodl v zemi zničit veškeré sochy, mezi něž patřili i oba Buddhové. Mnoho zemí v čele s UNESCO se proti tomuto rozhodnutí postavilo a snažilo se zabránit zničení soch. Dokonce i tehdejší spojenec Afghánistánu Pákistán se vyjádřil pro zachování obou soch.
Obě sochy Buddhů však začaly být ničeny jen o několik týdnů později. Nejdříve byly po několik dní ostřelovány protiletadlovými zbraněmi, což je značně poškodilo, avšak nezničilo úplně. Poté tálibové použili protitankové miny, které umístili přímo do spodní části soch. Několikadenní proces ničení byl úspěšný a obě sochy byly zlikvidovány. Spotřebovalo se na to okolo 50 tun výbušnin. Akce vyžadovala i spolupráci s Hazáry, kteří obývají místní jeskyně. I přesto, že Hazárové jsou šíité, byli tradičně pokládáni za strážce obou Buddhů. Pokud někdo z nich odmítl s Tálibánem spolupracovat a pomoci při kladení min, byl zastřelen jako nepřítel islámu.
10. března 2001 mluvčí Tálibánu Abdal Hají Mutmain oznámil, že sochy jsou zničeny z 80–90 % a práce na jejich demolici je takřka u konce. Umar odůvodňoval svůj čin tím, že islám nedovoluje zobrazovat živé bytosti. Je však možné, že šlo jen o záminku; údajně akce byla spíše odplatou za to, že OSN uvalila na Afghánistán přísné ekonomické sankce.

## Události po zničení

Skalní masiv na fotografii z roku 2005 s jeskyněmi mnichů a obřím výklenkem, ve kterém původně stála socha Buddhy

V roce 2003 bylo údolí přijato na Seznam světového dědictví UNESCO pod názvem Cultural Landscape and Archaeological Remains of the Bamiyan Valley, což lze přeložit jako „Kulturní krajina a archeologické pozůstatky Bámjánského údolí“. Nakonec však muselo tento seznam opustit v roce 2013. Celkem se jedná o osm konkrétních památek s plochou ochranného pásma 341,95 hektarů, přičemž sochy Buddhů zabírají jeho větší část. Ke světovému dědictví byla zdejší oblast přiřazena pod kritérii i, ii, iii, iv a vi.
Přestože obě sochy byly takřka zcela zničeny, jejich hlavní rysy lze stále rozpoznat. Odstřelování soch však natolik poškodilo celý masiv, že do skály musely být ukotveny kovové výztuže, které mají za úkol zabránit úplnému zřícení. Zejména UNESCO a Japonsko finančně přispívají na údržbu i rekonstrukci památek. Údolí Bámjánu se i nadále těší velkému přílivu turistů. Výzkumné týmy od té doby nadále pokračují v prozkoumávání celé oblasti včetně hledání snad až 300 metrů dlouhé sochy ležícího Buddhy. K nejvýznamnějším zastáncům teorie o její existenci patří Zamerjálaj Tarzí, profesor archeologie na Štrasburské univerzitě. Němečtí archeologové v roce 2006 oznámili nalezení sútry, která byla ukryta v jedné ze soch. I když je v jiných zemích poměrně běžné, že jsou do nitra buddhistických soch vkládány buddhistické texty, v tomto případě se jedná o vůbec první písemný dokument, který byl nalezen v buddhistické soše na území Afghánistánu.

### Možnosti rekonstrukce
Někteří vědci se zabývali myšlenkou rekonstrukce obou soch. Švýcarská Eidgenössische Technische Hochschule Zürich podpořila snahy o fyzickou rekonstrukci soch vytvořením trojrozměrných počítačových modelů, které byly založeny na třech různých sadách fotografií. První obsahovala 15 fotografií vybraných a stažených z internetu, druhá obsahovala tři fotografie s vysokým rozlišením pořízené roku 1970 Robertem Kostkou z rakouské Karl-Franzens Universität Graz, a třetí fotografie turisty Haralda Baumgartnera, který Bámján navštívil v letech 1965 až 1969. Zatímco počítačové modely založené na první a třetí sadě fotografií sloužily čistě k testování nových fotogrammetrických postupů a algoritmů, modely na základě Kostkových fotografií byly vytvořené s relativní přesností 1–2 cm a podle jejich autorů mohly posloužit při fyzické rekonstrukci zničených soch. Ta by však byla nesmírně nákladná a mnozí také poukazovali na fakt, že značná část materiálu ze soch byla rozmetána na prach a odvál ji vítr.
Někteří umělci též navrhovali řešení, které by sochy alespoň částečně nahradilo. Mezi nejdiskutovanější patřil návrh japonského umělce Hiro Jamagaty, který prosazoval laserovou projekci, jež by na skalní stěnu promítala barevné obrazy Buddhů. Žádný z těchto návrhů však nebyl uskutečněn.

### Sochy vdokumentárním filmu
V roce 2006 byl uveřejněn dokumentární film s názvem Obří buddhové, který se zabýval zničením bámjánských Buddhů. Ve filmu hrál jednu z hlavních rolí i Tajsir Alony, reportér televize Al-Džazíra, kterému se jako jedinému podařilo udělat záznam zničení soch. Při natáčení dokumentu se někteří svědci tragické události vyjádřili, že Tálibánu při ničení pomáhali inženýři ze Saúdské Arábie. Autor filmu, švýcarský režisér Christian Frei, v dokumentu také vyjádřil názor, že sochy byly zničeny přímo na příkaz Usámy bin Ládina.